# Vittorio Zarfati
Vittorio Zarfati (Roma, 25 dicembre 1907 – Roma, 6 maggio 1994) è stato un attore italiano, caratterista attivo tra gli anni settanta e novanta.

## Biografia
Agente di commercio di religione ebraica, Vittorio Zarfati e la sua famiglia subirono le persecuzioni razziali. Nell'ottobre 1943 sua moglie Perla Emma Caviglia e i figli Leo, Rosa e Italia, trovandosi nella loro abitazione in Via Padova 90 a Roma, vennero catturati dai nazisti e subito deportati ad Auschwitz-Birkenau, dove furono uccisi sei giorni dopo. A sua figlia Rosita Zarfati, di otto anni, è intitolata una scuola a Velletri.
Vittorio Zarfati si salvò in quanto si era trattenuto a Velletri, dove si era rifugiato. Apprenderà della sorte dei suoi cari solo in vecchiaia.
Zarfati fu scoperto da anziano come attore caratterista, girando una ventina di film, spesso diretto da registi famosi Dino Risi, Mario Monicelli, Luchino Visconti, Luigi Comencini, Jean Jaques Annaud, Federico Fellini, Luigi Zampa, Alberto Sordi e Carlo Verdone. Ne I nuovi mostri (1977) interpreta un losco produttore e in E la nave va di Federico Fellini il maestro Rubetti.
Negli anni ottanta conobbe Carlo Verdone, che apprezzandone le doti di caratterista lo volle tra gli interpreti dei suoi film Bianco, rosso e Verdone, nel 1981, e subito dopo di Borotalco (1982). In seguito recitò in Il nome della rosa di Jean-Jacques Annaud.
Interpretò inoltre numerosi spot pubblicitari, sia in Italia che all'estero, tra cui quello del caffè Lavazza con Nino Manfredi, in cui era il pretendente di Nerina Montagnani.

## Filmografia

### Cinema
- Alla ricerca di Gregory, regia di Peter Wood (1970)
- Telefoni bianchi, regia di Dino Risi (1976)
- L'innocente, regia di Luchino Visconti (1976)
- Il mostro, regia di Luigi Zampa (1977)
- Un borghese piccolo piccolo, regia di Mario Monicelli (1977)
- I nuovi mostri, registi vari (1977)
- Primo amore, regia di Dino Risi (1978)
- I gabbiani volano basso, regia di Giorgio Cristallini (1978)
- Il gatto, regia di Luigi Comencini (1978)
- La soldatessa alle grandi manovre, regia di Nando Cicero (1978)
- I seduttori della domenica (Sunday Lovers), registi vari (1980)
- Bianco, rosso e Verdone, regia di Carlo Verdone (1981)
- La maestra di sci, regia di Alessandro Lucidi (1981)
- Giggi il bullo, regia di Marino Girolami (1982)
- Borotalco, regia di Carlo Verdone (1982)
- Sesso e volentieri, regia di Dino Risi (1982)
- E la nave va, regia di Federico Fellini (1983)
- Giochi carnali, regia di Andrea Bianchi (1983)
- Tutti dentro, regia di Alberto Sordi (1984)
- Matrimonio con vizietto, regia di Georges Lautner (1985)
- Il nome della rosa, regia di Jean-Jacques Annaud (1986)
- Porte aperte, regia di Gianni Amelio (1990)[13]
- Rossini! Rossini!, regia di Mario Monicelli (1991)[14]

### Televisione
- Sogni e bisogni, regia di Sergio Citti – miniserie TV, episodio 1x05 (1985)
- Poliziotti, regia di Tomaso Sherman – film TV (1989)